# Celý tón
Celý tón je jiné označení pro velkou sekundu. Tvoří ho dva půltóny, nejmenší intervaly v evropské hudbě.

## Různé druhy celých tónů
V čistém ladění existují dva celé tóny: velký celý tón s poměrem frekvencí 9:8 a malý celý tón s poměrem frekvencí 10:9. Velký celý tón se dále skládá z diatonického půltónu (16:15) a velkého chromatického půltónu (135:128). Malý celý tón se skládá z diatonického půltónu (16:15) a malého chromatického půltónu (25:24).
Pythagorejské ladění používá jen velký celý tón (9:8).
Ve středotónovém ladění existuje jen jeden celý tón s poměrem frekvencí {\displaystyle {\sqrt {5}}:{2}}
V současnosti nejběžněji používaném rovnoměrně temperovaném ladění existuje také jediný celý tón, s poměrem frekvencí {\displaystyle {\sqrt[{6}]{2}}:{1}}
| Jméno                             | Poměr frekvencí                     | Centy  |
| --------------------------------- | ----------------------------------- | ------ |
| Velký celý tón                    | 9 : 8                               | 203,91 |
| Malý celý tón                     | 10 : 9                              | 182,40 |
| Středotónově temperovaný celý tón | {\displaystyle {\sqrt {5}}:{2}}     | 193,16 |
| Rovnoměrně temperovaný celý tón   | {\displaystyle {\sqrt[{6}]{2}}:{1}} | 200    |